# Toscanelli (cráter)

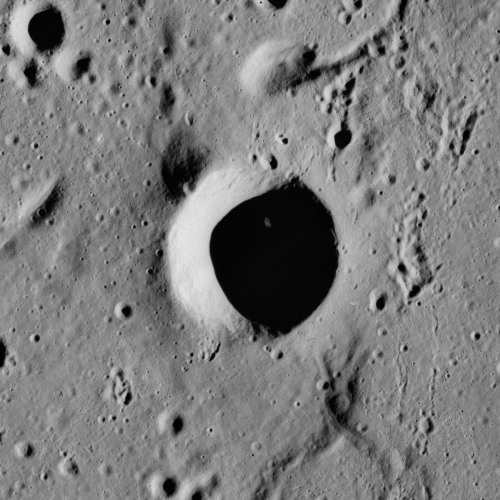
Fotografía de la misión Apolo 15

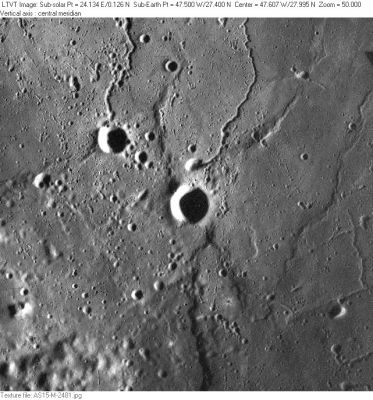
Fotografía de la misión Apolo 15

Toscanelli es un pequeño cráter de impacto que se encuentra al norte del prominente cráter Aristarchus, en la parte noroeste de la Luna. El cráter se encuentra en el extremo sur de una rima que discurre hacia el norte. Esta grieta es parte de un sistema cercano que tiene la designación de Rimae Aristarchus. Justo al sur de Toscanelli aparece una línea de falla en la superficie llamada Rupes Toscanelli, después del cráter. Esta ruptura en la superficie continúa hacia el sur a lo largo de una distancia de unos 70 kilómetros.
|  |

El cráter, en forma de cuenco, muestra un perfil nítido, sin signos destables de la erosión causada por otros impactos.